# Eusèbe Jacques de Laurière
Eusèbe Jacob de Laurière, né le 31 juillet 1659 à Paris, où il est mort le 9 janvier 1728, est un jurisconsulte français.
« Personne n’a plus approfondi que Laurière la jurisprudence et l’origine des lois », a écrit Voltaire, à son sujet.

## Biographie
Son père Jacob, chirurgien de Gaston de France, puis du duc de Longueville après avoir abjuré la religion réformée, l’a inscrit au collège Louis-le-Grand, où il a été remarqué par l’abbé de Villiers. Ayant reçu, alors qu’il avait quatorze ou quinze ans, un legs de 400 livres, il a commencé, avec l’assentiment paternel, à jeter les fondements d’une bibliothèque qu’il n’a cessé d’augmenter jusqu’à sa mort.
Au sortir du collège, il a étudié le droit, et été reçu avocat le 6 mars 1679 au parlement de Paris. Sa fortune indépendante le dispensant du barreau, il s’est consacré à l’étude de la jurisprudence, et plus particulièrement de la législation française. Remontant de siècle en siècle le cours des âges, il a d’abord étudié l’établissement du droit romain dans les Gaules, ses transformations successives, puis la naissance et la formation du droit coutumier. Cette étude historique et législative embrassait la législation émanée des souverains, depuis les capitulaires de Charlemagne jusqu’aux édits de Louis XIV, c’est-à-dire le droit public et privé de la France.
Afin de compléter son immense travail, il a étudié le droit romain, dont il retrouvait partout l’influence, des lois des envahisseurs qui ont détruit l’empire romain, avant d’adopter les lois des vaincus, puis de les amalgamer à leurs propres us et coutumes et les fondre dans le droit romain et le droit canonique. Il a, en outre, étudié à fond de la législation anglaise, pour sa conformité avec la coutume de Normandie amenée dans ce pays par Guillaume le Conquérant, et qui s’y était conservée presque sans altération, pour ensuite laisser son empreinte dans plusieurs des coutumes de France à la suite de la longue occupation d’une partie de son sol par les Anglais aux XIVe et XVe siècles. Le chevalier d’Aguesseau l’a mis en relation avec les hommes les plus remarquables de Grande-Bretagne pour l’aider dans cette étude rendue si difficile par l’absence de toute codification.
La réputation due à ses publications savantes et ses contributions scientifiques lui a valu d’être admis dans l’intimité d’érudits comme Étienne Baluze Bernard de La Monnoye, Claude Berroyer ou Claude-Alexis Loger. Nul plus que lui n’était apte à mener à bien une si vaste entreprise qu’une nouvelle collection des ordonnances royales. Aussi, Louis XIV s’étant fait présenter Laurière, et, confiant dans son talent, il l’a chargé, avec Berroyer et Loger, de cette rédaction qu’il a dû terminer seul.
Le projet de réunion de tous les monuments susceptibles de donner connaissance de l’ancien droit français soit public, soit particulier, de la forme dans laquelle la justice était rendue et de la procédure suivie, n’a pas vu le jour en raison de la mort de Laurière, qui avait été toute sa vie sujet à de grandes maladies, ses travaux continuels ayant d’ailleurs peut-être contribué à altérer sa constitution.

## Principales publications
- Ordonnances des rois de France de la troisième race, recueillies par ordre chronologique, Paris, 1723-1728, 18 vol. in-fol., auxquels il faut ajouter 1 vol. de tables), ouvrage connu sous le nom d’Ordonnances du Louvre.Interrompu pendant la Révolution, cet énorme recueil, auquel ont également collaboré Loger, Berroyer, Vilevault, Bréquigny, et pour successeur Secousse, a été continué et terminé par Camus et Pastoret.
- Institutes coutumières de Loisel, annotées, Paris, 1710, 2 vol. in-12.
- Bibliothèque des coutumes, contenant la préface d’un nouveau Coutumier général, etc., en collaboration avec Berroyer, Paris, 1690, in-4º ; 1754, in-4º.
- Dissertation sur le ténement de cinq ans, Paris, 1698, in-12.
- Texte des coutumes de Paris, avec les anciennes constitutions du Châtelet, avec notes et commentaires, Paris, 1608, in-12 ; réimp. 1777, 3 vol. in-12.
- Traité de Duplessis sur la coutume de Paris, avec notes, Paris, 1726, 2 vol. in-fº.
- Traité des institutions et des substitutions contractuelles, Paris, 1715, 2 vol. in-12.
- De l’origine du droit d’amortissement, Paris, 1692, in-12.
- Glossaire du droit français, contenant l’explication des mots difficiles qui se trouvent dans les ordonnances, dans tes coutumes du royaume, etc., revu et augmenté par Laurière, Paris, 1704, 2 vol. in-4º.
- Table chronologique des Ordonnances, depuis Hugues Capet, jusqu’en 1400, avec Berroyer et Loger, 1 vol. in-4º, 1706.